# Charles Precourt
Charles Precourt (ur. 29 czerwca 1955 w Waltham w stanie Massachusetts) – amerykański astronauta.

## Życiorys
W 1973 ukończył szkołę w Hudson w Massachusetts, a w 1977 inżynierię aeronautyczną na United States Air Force Academy, w 1988 uzyskał dyplom z zarządzania inżynieryjnego na Golden Gate University. Po ukończeniu studiów inżynieryjnych przechodził szkolenie na pilota w Reese Air Force Base w Teksasie, po czym został instruktorem lotniczym, 1982-1984 był komenderowany służbowo do amerykańskiej bazy wojskowej w Bitburgu w Niemczech. W 1985 był szkolony na pilota doświadczalnego w Edwards Air Force Base w Kalifornii, później był pilotem doświadczalnym, następnie studiował w United States Naval War College w Newport w Rhode Island. Ma wylatane ponad 7500 godzin na ponad 60 typach samolotów cywilnych i wojskowych. W siłach powietrznych USA służył do 31 marca 2000.

## Kariera astronauty
17 stycznia 1990 został wybrany przez NASA kandydatem na astronautę, w lipcu 1991 został zakwalifikowany jako astronauta, przechodził szkolenie na specjalistę misji. Od 26 kwietnia do 6 maja 1993 brał udział w misji STS-55 trwającej 9 dni, 23 godziny i 40 minut. Start nastąpił z Centrum Kosmicznego im. Johna F. Kennedy’ego n Florydzie, a lądowanie w Edwards Air Force Base w Kalifornii. W swojej drugiej misji, STS-71 od 27 czerwca do 7 lipca 1995, trwającej 9 dni, 19 godzin i 22 minuty, pełnił funkcję pilota. W tej misji nastąpiło dokowanie wahadłowca Atlantis do stacji kosmicznej Mir. Po powrocie, od października 1995 do kwietnia 1996 był dyrektorem operacji NASA w Centrum Wyszkolenia Kosmonautów im. J. Gagarina w Zwiozdnym gorodoku w Rosji, odpowiadał wówczas za koordynację i wdrażanie działań operacyjnych misji w łączonym amerykańsko-rosyjskim programie kosmicznym.
Od 15 do 24 maja 1997 był dowódcą misji STS-84 na stację Mir, trwającej 9 dni, 5 godzin i 20 minut. Ostatnią jego misją była STS-91 od 2 do 12 czerwca 1998, której był dowódcą; trwała 9 dni, 19 godzin i 54 minuty. Łącznie spędził w kosmosie 38 dni, 20 godzin i 16 minut. Opuścił NASA 11 marca 2005.